# Merkos L'Inyonei Chinuch
Merkos L'Inyonei Chinuch (en hebreo: מרכז לענייני חינוך) (en español: Organización Central para la Educación) es el brazo educativo del movimiento jasídico Jabad Lubavitch. Merkos fue fundado en 1943 por el sexto rebe (gran rabino) de Jabad, Iosef Itzjak Schneerson, quién nombró director y secretario a su yerno, Menajem Mendel Schneerson, quién más tarde se convertiría en el séptimo rebe de Jabad. El rabino Yehuda Krinsky es el presidente de la organización.Merkos L'Inyonei Chinuch es el organismo oficial responsable del establecimiento de los centros internacionales de Jabad.

## Estructura organizativa
Merkos L'Inyonei Chinuch tiene estas divisiones:
- Chabad.org: es un repositorio en línea de conocimiento judío e información, que atrae a un millón de usuarios por año.[3]

- Jewish Educational Media (JEM): es la división audiovisual del movimiento Jabad Lubavitch, fue fundada en 1980.[4]

- El Instituto de aprendizaje judío Rohr (en inglés estadounidense: Rohr Jewish Learning Institute), es un proveedor de cursos educativos para adultos, la organización está presente en varias ciudades del Mundo.[5]

- La Red de Aprendizaje Judío (en inglés estadounidense: Jewish Learning Network) (JNET): es un programa de estudio telefónico, iniciado en el año 2005.[6]

- La Editorial Kehot Lubavitch: fue establecida en 1942, la editorial ha producido más de 100 millones de volúmenes en una docena de idiomas.[7]

- Merkos Shlichus: es un programa de predicación para los estudiantes rabínicos, que envía a cientos de "rabinos errantes", para fortalecer la conciencia judía entre las comunidades judías de todo el Mundo.[8]

- Merkos Suite 302: es una organización creada para apoyar a los Shluchim, los emisarios de Jabad, y a sus comunidades, a través de programas como Ckids y MyShliach. Merkos 302 también ofrece capacitación y entrenamiento en liderazgo, y talleres para los nuevos emisarios, para dirigir los capítulos de CTeen existentes en el Mundo. Existen talleres como el programa de jóvenes embajadores de Jabad, una red global de activistas, que busca crecer entre los jóvenes y adultos de las comunidades judías locales. El Rabino Mendy Kotlarsky sirve como director ejecutivo.[9][10]

- CTeen: es la rama juvenil del movimiento Jabad, y tiene 100.000 miembros repartidos por el Mundo. Su presidente es el Rabino Mendy Kotlarsky, quién también sirve como director ejecutivo de Merkos Suite 302, la organización que creó el programa CTeen en el año 2010. A mediados de 2017, Cteen tenía capítulos funcionando por todo el Mundo, en ciudades como: Bangkok, Río de Janeiro, Leeds, Munich, Buenos Aires y Nueva York.[11][12][13][14]

- La Oficina Nacional del Campus: es una organización que coordina las actividades de Jabad en el Campus, una red de centros para estudiantes judíos. Jabad en el Campus es una organización que permanece activa en más de 230 campus universitarios del Mundo (en abril de 2016). Así mismo, la Oficina Nacional del Campus, coordina las actividades de los centros regionales de Jabad en 150 universidades del Mundo.[15]

- El Comité Nacional para el Fomento de la Educación Judía: es una organización benéfica que educa a miles de personas en los Estados Unidos. Fue fundada en 1940 por el Rabino Iosef Itzjak Schneerson.[16][17]

- La Oficina de Educación de Jabad: es un centro de servicio, entrenamiento y guía, para los administradores, educadores, estudiantes, parientes, y miembros de las instituciones educativas de Jabad.[18]

- Intercambio de Shluchim: es un servicio en línea fundado en el año 2005, fue creado para facilitar la comunicación entre los 1.500 Shluchim, (emisarios de Jabad) que hay repartidos por el Mundo.[19]

- La Oficina de los Shluchim: coordina el programa mundial de los emisarios de Jabad.[20]